# Cheumatopsyche alfierii
Cheumatopsyche alfierii är en nattsländeart som först beskrevs av Luisa Eugenia Navas 1927.  Cheumatopsyche alfierii ingår i släktet Cheumatopsyche och familjen ryssjenattsländor. Inga underarter finns listade i Catalogue of Life.